# Koper(II)hydroxide
Koper(II)hydroxide is het hydroxide van het metaal koper, met als brutoformule Cu(OH)2. Het is een blauw tot blauwgroene vaste stof die onoplosbaar is in water. Het komt in de natuur voor als bestanddeel van de groene patina op koper die aan vochtige lucht is blootgesteld. De patina is doorgaans een mengsel van koper(II)hydroxide en koper(II)carbonaat. Koper(II)hydroxide komt ook voor in een aantal koperhoudende mineralen, waaronder de carbonaten azuriet en malachiet en de sulfaten antleriet en brochantiet.
Koperhydroxide is nagenoeg onoplosbaar in koud water. Ook in licht zuur water (pH groter dan ongeveer 4) lost koper(II)hydroxide slechts matig op. Koper(II)-zouten kunnen in water met pH > 4 aanleiding geven tot de vorming van koper(II)hydroxide, met name als slechts een kleine hoeveelheid koperzout gebruikt wordt. De van nature optredende complexerende eigenschap van koper(II) en water:
{\displaystyle {\ce {[Cu.(H2O)6]^2+ -> [Cu.(H2O)5(OH)]^+ + H+}}}
levert dan niet voldoende H+ om de pH genoeg te verlagen.

## Synthese
Koperhydroxide kan middels een reactie van koperzouten met alkalische oplossingen verkregen worden, bijvoorbeeld door aan een waterige oplossing van koper(II)sulfaat natronloog toe te voegen:
{\displaystyle {\ce {CuSO4 + 2NaOH -> Cu(OH)2 + Na2SO4}}}
Koper(II)hydroxide wordt ook gevormd door kopermetaal te behandelen met een oplossing van een ammoniumzout en ammoniumhydroxide, waar een zuurstofrijk gas doorheen wordt gestuurd.

## Toepassingen
Koper(II)hydroxide wordt gebruikt als fungicide en bactericide in de land- en tuinbouw voor de bescherming van fruit- en sierbomen, druivelaars en sommige andere teelten (aardappelen, tomaten, witloof, hop). Het is een alternatief voor Bordeauxse pap. Het is zeer giftig voor waterorganismen en daarom moeten er maatregelen genomen worden om te vermijden dat het product in het oppervlaktewater terechtkomt. Merknamen zijn Kocide Opti (DuPont), Belchim Hydro, Hydro WG, Koperhydroxide WG en Ko Plus 40.
Koper(II)hydroxide reageert met sterke anorganische zuren tot de corresponderende koper(II)zouten: met zoutzuur tot koper(II)chloride, met salpeterzuur tot koper(II)nitraat en met zwavelzuur tot koper(II)sulfaat.
De stof wordt gebruikt als koperbron bij het elektrolytisch aanbrengen van een laagje koper op andere metalen (electroplating). Verder wordt het gebruikt voor de bereiding van pigmenten, katalysatoren, en is het een additief in veevoeder.